# Notopsilus acutus
Notopsilus acutus är en ringmaskart som först beskrevs av Johan Gustaf Hjalmar Kinberg 1865.  Notopsilus acutus ingår i släktet Notopsilus och familjen Oenonidae. Inga underarter finns listade i Catalogue of Life.